# Abdalazize ibne Muça
Abdalazize ibne Muça ibne Noçáir (em árabe: عبد العزيز بن موسى بن نصير; romaniz.: Abd al-Aziz ibn Musa ibn Nusayr) foi o primeiro governador (uale) do Alandalus, na atual Espanha e Portugal.

## Vida
Abdalazize ibne Muça era filho de Muça ibne Noçáir a quem acompanhou em 712 para ajudar o general Tárique na conquista árabe da Hispânia (Alandalus). Especula-se que Muça ibne Noçáir e seu filho, ambos árabes, não queriam que a glória da conquista fosse reivindicada por um berbere. A conquista da área estava progredindo sem problemas sob Tárique, Muça e Abdalazize. Com o aparente sucesso da conquista, Tárique e Muça foram chamados de volta à Síria pelo califa omíada Ualide I (r. 705–715), em 714. Abdalazize recebeu o governo do Alandalus por seu pai. Muça, ao retornar a Damasco, caiu em desgraça com o califa e terminou seus dias em Medina como um "homem velho e quebrado". Abdalazize escolheu a cidade de Sevilha como sua capital. Sob sua liderança, o poder islâmico expandiu-se para o atual Portugal no oeste e as regiões sub-pirenaicas no norte. Numa das terras recém-conquistadas, assinou um tratado de paz com o senhor visigodo de Múrcia, Teodomiro, cujo território ao qual foi designado chamar-se-ia Tudemir. O tratado, conhecido como Pacto de Teodomiro, deu aos cristãos visigodos o direito de continuar a praticar sua religião, desde que pagassem uma taxa especial e permanecessem leais aos senhores muçulmanos.
Abdalazize se casou com a viúva Egilona, esposa do rei visigótico Rodrigo (r. 710–711), que adotou o nome de Um Acim após seu casamento e conversão ao islã. Em seu casamento, Abdalazize estabeleceu uma tendência de desposar mulheres visigóticas locais, devido à falta de mulheres árabes e berberes. Essa falta ocorreu porque as mulheres não acompanharam o exército até o Alandalus no início da conquista e a prática quase se tornou uma regra geral para os conquistadores. A influência de Egilona sobre Abdalazize não era comum. Alguns achavam que tinha muita influência e domínio sobre ele. O persuadiu a usar uma coroa e entradas mais baixas para promover a veneração dele e que as pessoas que se curvavam ao entrar num recinto. Até fez com que fizesse a entrada de sua câmara de audiência mais baixa, de modo que, ao entrar, se curvasse a ela. Essas ligações com a realeza visigótica e a influência de Egilona levaram ao equívoco e aos rumores de que Abdalazize se converteu ao cristianismo. Esses rumores chegaram inclusive ao califa Solimão ibne Abedal Maleque (r. 715–717) em Damasco. Preocupado com esses rumores, o califa ordenou que Abdalazize fosse morto.
As fontes diferem no ano, mas Abdalazize foi assassinado por Ziade ibne Udra Albalaui. No entanto, ibne Caldune relata que a ordem foi recebida e executada por Habibe ibne Abi Obeida Alfiri. O califa temia que quisesse estabelecer sua própria monarquia pessoal no Alandalus, separada do Califado Omíada baseado em Damasco. As datas de seu assassinato variam entre os anos 715, 716 ou 718. Foi decapitado no mosteiro de Santa Rufina, usado na época como mesquita. Após sua morte, sua cabeça foi levada a Damasco e exibida publicamente para uma audiência onde o califa sabia que seu pai, Muça, estava presente. Abdalazize foi sucedido por seu primo, Aiube ibne Habibe Aláquemi, que se acredita ter desempenhado um papel em seu assassinato. Seu mandato como governador não durou muito e por um período de quarenta anos após seu assassinato, o Alandalus foi tomado pelo caos e turbulência. Facções árabes rivais lutaram continuamente para ganhar o poder e também para expandir o controle islâmico na área. Os governadores eram nomeados ou escolhidos, mas muitas vezes eram depostos por grupos rivais ou pelo califa omíada em Damasco. Esse padrão continuou pelo menos até 756, quando um emirado omíada independente foi estabelecido em Córdova.